# OBS 뉴스 (라디오 프로그램)
《OBS 뉴스》는 매일 오전 10시부터 10시 4분, 오후 1시부터 1시 4분, 오후 2시부터 2시 4분, 오후 4시부터 4시 4분까지 방송되는 OBS 라디오의 라디오 뉴스 프로그램이다.

## 기획의도 / 개요
- 편성표, 아나운서 멘트 모두 OBS 뉴스 또는 OBS 라디오 정시 뉴스로 표기하고 있다.

## 방송 시간
- 매일 오전 10시, 오후 1시, 오후 2시, 오후 4시

## 역대 방송시간
- 2023년 3월 30일 ~ 8월 11일 : 매일 오후 1시, 오후 4시 (4~5월, 9~10월 프로야구 중계 후 당일 일요일 저녁 6시)
- 2023년 8월 14일 ~ 2024년 2월 18일 : 매일 오후 2시, 오후 4시 (4~5월, 9~10월 프로야구 중계 후 당일 일요일 저녁 6시)
- 2024년 2월 19일 ~ 현재 : 매일 오전 10시, 오후 1시, 오후 2시, 오후 4시 (주말 편성 폐지)

## 진행자

### 매일 오전 10시, 오후 4시
- 최지해

### 매일 오후 1시
- 홍원기

### 매일 오후 2시
- 유영선

## 같이 보기
- OBS 라디오